# クトゥブッディーン・アイバク

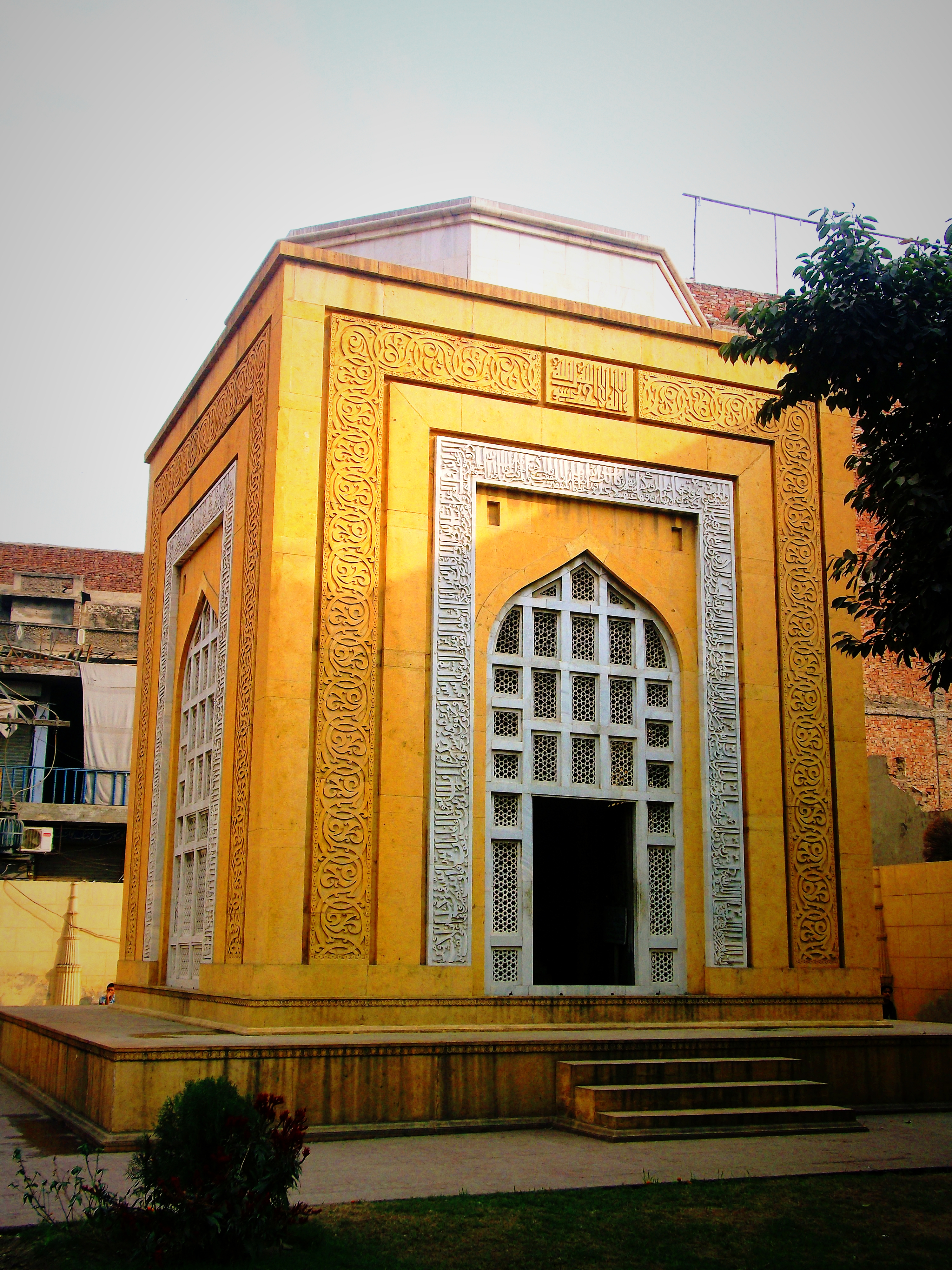
クトゥブッディーン・アイバクの墓

クトゥブッディーン・アイバク（ペルシア語: قطب‌الدین ایبک、1150年 - 1210年）は、ムガル帝国のインド侵入以前にデリーを中心に北インドを支配したデリー・スルターン朝最初のスルターン（在位 : 1206年6月27日- 1210年）。
マムルーク（奴隷軍人）としてゴール朝のシハーブッディーン・ムハンマド（ムハンマド・ゴーリー）に仕え、元奴隷身分ながら新王朝を開いた。後継者（娘婿）のイルトゥトゥミシュもまた解放奴隷であったことから、アイバクの開いたデリー・スルタン朝最初の王朝は奴隷王朝と呼ばれる。

## 生涯

### 出世
中央ユーラシアのテュルク系遊牧民、キプチャクの出身で、アイバクの名はテュルク語で「月の主」を意味する。父母に関しては不明である。
幼少のころ、ホラーサーン（現在のイラン東北部）の都市ニーシャープールで名家に奴隷として売られて軍人教育を受けたあと、シハーブッディーンに購入されて、宮廷に仕えるマムルークとなった。アイバクは厩舎係からやがて将軍に出世すると、ゴール朝の諸君主の中ではインド方面の経略を担当したシハーブッディーンに従いインドでの戦役に従軍、ヒンドゥースタン（北インド）のラージプート諸勢力との戦いに功績を立てた。1193年にデリーを攻略したシハーブッディーンが兄・ギヤースッディーン・ムハンマドのいるホラーサーンに活動の拠点を移すと、アイバクはデリーの支配を委ねられ、北インドの征服をほとんど完了させた。1202年にはカーリンジャルを落として中央インドを征服し、さらにベンガルまで進軍して占領しインド仏教の拠点であったヴィクラマシーラ僧院を破壊してゴール朝のインド支配に貢献した。
1206年、アイバクはシハーブッディーンより「ペシャワールの門からインドの最も奥地まで」のゴール領の総督に任命された。それから2、3週間後の3月に主君のシハーブッディーンが暗殺されてゴール朝が統一を失うと、アイバクは6月に自らスルタンを称して事実上デリーに独立、インドを本拠地とし、インドのみを支配する史上初のイスラム王朝である奴隷王朝を開いた。アイバクは、ゴール朝の分裂にともなう混乱と争奪の中でアフガニスタンとデリーの中間に位置するパンジャーブ地方を併合することに成功する。さらにイルトゥトゥミシュに娘を嫁がせ、シンド地方の総督であったナースィル・ウッディーン・カバーチャに姉妹を嫁がせ、自らはケルマーンの総督であるタージ・ウッディーン・ヤルドーズの娘を妻として迎えて権力の基盤を固めた。

### 崩御
1210年、アイバクはポロ競技中の落馬事故が原因で急死した。アイバクが落馬したとき、乗っていた馬がアイバクの身体の上に倒れこみ、鞍の前橋がアイバクの胸を突き抜けたという。

## 崩御後
アイバクの崩御後、その子であるアーラーム・シャーが即位するが、アイバクの娘婿であるマムルークの将軍のイルトゥトゥミシュとの後継者争いが起こり、翌年に敗死してアイバク家は2代で終焉し、以降50年ほどにわたって奴隷王朝はイルトゥトゥミシュ家の世襲支配が続く。

## 人物
- アイバクはゴール朝のデリー総督であった時代以来、もともとはヒンドゥー教徒の町であったデリーをイスラム都市として整備することに力を注ぎ、デリーを征服した1193年から6年の歳月を費やして、「イスラムの力」を意味するクッワトゥルイスラームの名をもった大規模なモスクを現在のニューデリーよりもさらに南にあたる町の郊外に建設した。1200年には石造の巨大なミナレット（尖塔）を着工したが、この塔はアイバクの尊称（ラカブ）を取ってクトゥブ・ミーナールという名前で知られている。やがてアイバクの後継者たちによって現在ではもっぱらクトゥブ・モスクとも呼ばれるこのモスクを中心にイスラム文教地区が整備されるが、ここはその基礎をつくったアイバクの名からクトゥブ地区と呼ばれ、世界遺産にも登録されている。